# Quaternaglia
Quaternaglia (QGQ) é um quarteto de violões fundado em 1992 na cidade de São Paulo, Brasil.
Durante os últimos trinta anos, o Quaternaglia tem apresentado e registrado obras originais com a colaboração de vários compositores, tais como Egberto Gismonti, Leo Brouwer, Javier Farías, Sergio Molina, Sérgio Assad, Almeida Prado, Paulo Bellinati, João Luiz e Marco Pereira.
Desde 2010 o grupo é formado por Sidney Molina, Thiago Abdalla, Fabio Ramazzina e Chrystian Dozza.

## História
O Quaternaglia foi criado em 1992 por Sidney Molina, Daniel Clementi, Eduardo Fleury e Breno Chaves (que substituiu Guilherme de Camargo após as duas primeiras apresentações). A estreia do grupo foi em evento ligado à programação artística da ECO-92, a primeira grande conferência sobre o clima realizada pela ONU. Neste mesmo ano o grupo obteve o Prêmio Uirapuru no Concurso de Música de Câmara da Faculdade Santa Marcelina em São Paulo. No ano seguinte realizou sua primeira turnê, com concertos no interior do Estado de São Paulo.
No final de 1993, Clementi foi substituído por Fabio Ramazzina, e com ele o grupo gravou, em 1995, o seu primeiro álbum. Quaternaglia (JHO) inclui a primeira gravação da transcrição realizada pelo violonista Sérgio Abreu das Bachianas Brasileiras No.1 by Heitor Villa-Lobos e a obra completa para quarteto de violões do compositor cubano Leo Brouwer.
Em 1996 Quaternaglia fez sua primeira aparição no exterior (em Montevidéu, Uruguai), e em 1998 o grupo obteve o Ensemble Prize no Concurso Internacional de Violão de Havana, em Cuba. QGQ realizou 14 turnês para os Estados Unidos (1997, 1999, 2002, 2003, 2005, 2007, 2008, 2009, 2010, 2013, duas vezes em 2015, 2018, 2020) atuando em importantes séries de violão e música de câmara, como Guitarists of the World, Allegro Guitar Series, Chamber Music Sedona, Friends of Music, Round Top Festival e New York City Classical Guitar Society. O grupo tem se apresentado também na Europa, América Latina e Australia.
O segundo CD, Antique (Comep), contendo  transcrições de peças barrocas e renascentistas foi finalista do Prêmio Sharp de Música na categoria de melhor CD de música clássica. Em 1997, o grupo recebeu o Prêmio Carlos Gomes da Secretaria de Cultura de São Paulo como "melhor grupo de câmara do ano".
Em 1999, Breno Chaves foi substituído por Paulo Porto Alegre, e um ano mais tarde o quarteto lançou o seu terceiro CD, totalmente dedicado  à música brasileira. Forrobodó (Carmo/ECM), produzido por Egberto Gismonti, marcou o começo do contato direto do  Quaternaglia com vários compositores contemporâneos brasileiros e muitas das obras dedicadas ao grupo passaram a fazer parte do repertório internacional, como A Furiosa de Paulo Bellinati e Forrobodó de Egberto Gismonti.
Em 2002, Quaternaglia foi convidado pela Orquestra Sinfônica Brasileira para apresentar o Concierto Andaluz de Joaquín Rodrigo no Theatro Municipal do Rio de Janeiro como parte da celebração do centenário de nascimento do compositor.  Neste mesmo ano Fernando Lima e João Luiz substituíram Paulo Porto Alegre e Eduardo Fleury. Com esta formação o quarteto realizou diversas turnês para os Estados Unidos e estreou O percurso das Almas Cansadas e Quinteto para um outro tempo, de Sergio Molina, comissionadas por James Dick e o Guitar Festival at Round Top (TX, USA).
O álbum Presença, lançado em 2004, inclui o primeiro registro do Quarteto No. 1 de Radamés Gnattali e peças dedicadas ao Quaternaglia pelos compositores brasileiros Rodrigo Vitta, Paulo Tiné, Douglas Lora e Sergio Molina. Dois anos depois, QGQ gravou seu primeiro DVD ao vivo na Sala Itaú Cultural Hall em São Paulo.
Paola Picherzky participou do grupo entre 2007 e 2010 e Chrystian Dozza tornou-se membro do quarteto a partir de 2009. Em 2008 QGQ apresentou Gismontiana, concerto para quatro violões e orquestra  escrito pelo compositor cubano  Leo Brouwer, como solista convidado da OCAM (Orquestra de Câmara da USP) conduzida pelo próprio compositor em sua primeira visita ao Brasil.
Thiago Abdalla juntou-se ao grupo em 2010. O álbum Estampas foi lançado em 2010 e Jequibau em 2012. Em 2013, Quaternaglia gravou ao vivo o "Concerto Italico", de Leo Brouwer, com a Orquestra de Câmara de Havana conduzida pelo compositor. Os concertos de Brouwer para quatro violões e orquestra foram também apresentados em Belém, Aracaju, Rio de Janeiro e na Sala São Paulo com Orquestra Sinfônica de Heliópolis dirigida por Isaac Karabtchevsky. 
Em 2014 o grupo estreou na Austrália, e em 2015 lançou o CD Xangô , com obras de Villa-Lobos, Almeida Prado, Ronaldo Miranda, João Luiz, Sérgio Molina, Chrystian Dozza e Paulo Bellinati.
Four (2019) foi o primeiro álbum do quarteto lançado pela GuitarCoop. Sidney Molina explicou que “o álbum é a culminância de uma ampla renovação de repertório do grupo a partir das celebrações dos 25 anos de carreira do Quaternaglia". O título Four refere-se aos quatro compositores presentes no CD – Leonard Bernstein (USA), Leo Brouwer (Cuba), Javier Farias (Chile) e Astor Piazzolla (Argentina) – de quatro países diferentes, assim como aos quatro violões do ensemble. As obras de Leo Brouwer e Javier Farías foram especialmente escritas pelos compositores para este trabalho.
Em 2022, em celebração aos seus 30 anos de carreira, o Quaternaglia lançou dois álbuns no intervalo de três meses: Down the Black River, com obras para quatro violões, piano e orquestra escritas por Sergio Molina, e Bellinati’s Mosaic, que inclui composições para quatro violões de Paulo Bellinati e a primeira gravação mundial de uma nova peça dedicada ao grupo por Sérgio Assad. 

## Membros
- 1992-1993 – Sidney Molina, Daniel Clementi, Eduardo Fleury, Breno Chaves (Guilherme de Camargo atuou em 2 recitais)
- 1993-1999 – Sidney Molina, Fabio Ramazzina, Eduardo Fleury, Breno Chaves
- 1999-2002 – Sidney Molina, Fabio Ramazzina, Eduardo Fleury, Paulo Porto Alegre
- 2002-2007 – Sidney Molina, Fabio Ramazzina, João Luiz, Fernando Lima
- 2007-2010 – Sidney Molina, Paola Picherzky, Fabio Ramazzina, João Luiz (Chrystian Dozza a partir de 2009)
- 2010 até a presente data – Sidney Molina, Thiago Abdalla, Fabio Ramazzina, Chrystian Dozza

## Discografia
- Bellinati's Mosaic (Guitarcoop, 2022)
- Down the Black River (Guitarcoop, 2022)
- Four (Guitarcoop, 2019)
- Xangô (Tratore, 2015)
- Jequibau (Tratore, 2012)
- Estampas (Miramontes/Tratore, 2010)[5]
- Presença (Paulus Music, 2004)[6]
- Forrobodó (Carmo/ECM, 2000)
- Antique (Paulinas Comep, 1996)[7]
- Quaternaglia (JHO, 1995)[8]

Participações
- Mitología de la Aguas: ao vivo no Teatro Nacional de Havana com a Orquestra de Câmara de Havana dirigida por Leo Brouwer (2013)
- Movimento Violão - ao vivo (2011)
- Guitare Du XXIème Siècle: Eric Pénicaud (Quantum, 2010)[9]
- 10 Anos de Violão Intercâmbio (GTR, 2004)[10]
- Rumos Musicais - ao vivo - (Itaú Cultural, 1999)[11]
- Universo Sonoro: Lina Pires de Campos (Régia Música, 1998)[12]

DVD
- Quaternaglia - ao vivo - (Itaú Cultural/Eldorado, 2006)